# Pachybrachis suffrianii
Pachybrachis suffrianii is een keversoort uit de familie bladkevers (Chrysomelidae). De wetenschappelijke naam van de soort werd in 1862 gepubliceerd door Ludwig Wilhelm Schaufuss.